# Antonio Pisu
Antonio Pisu (Carrara, 31 luglio 1984) è un attore, regista e sceneggiatore italiano.

## Biografia
Figlio dell'attore Raffaele Pisu e nipote di Mario Pisu, intraprende nel 2002 la sua carriera di attore mettendo in scena per circa tre anni testi classici. Nel 2004 segue un corso di tecniche cinematografiche presso Officina Film dove conosce il regista Mirko Locatelli per cui reciterà nel film Come prima. Successivamente si trasferisce a Roma per seguire un corso avanzato di doppiaggio partecipando a lavori come Hotel Meina di Carlo Lizzani e La figlia di Elisa di Stefano Alleva. 
Nel 2006 partecipa come attore alla trasmissione televisiva di Rai 1 Al posto tuo e ottiene un ruolo nel film diretto da Emanuele Barresi Non c'è più niente da fare. L'anno successivo è impegnato nella tournée dello spettacolo Delitto perfetto. Nel 2008 vince un provino per interpretare il ruolo di Cicci Dalmastri nel film Il papà di Giovanna di Pupi Avati e successivamente sarà protagonista della campagna pubblicitaria Škoda Auto.
Dal 2009 al 2014 è impegnato in spettacoli teatrali come Chat a due Piazze per la regia di Gianluca Guidi, Pitagora e la Magna Grecia di Mario Moretti, Stupor Mundi, Se devi dire una bugia dilla ancora più grossa, Momento di Follia e Taxi a due piazze. Ha interpretato un ruolo nella fiction Benvenuti a Tavola 2 e per gli spot Teletu e Mcdonald. 
Nel 2014 è ideatore e attore di una serie televisiva dal titolo Low Budget in onda su Studio Universal e successivamente acquistata da Rai 4. Nel 2015 fonda l'associazione culturale Novre, insieme a Tiziana Foschi, che produrrà diversi spettacoli da lui scritti e interpretati, rappresentati nei teatri di tutt'Italia. Nello stesso anno viene scelto come interprete per il film Quando sarò bambino diretto dal giovane regista Edoardo Palma. 
Con l'aiuto del fratello Paolo Rossi, imprenditore bolognese appassionato di cinema, fonda nel 2016 la casa di produzione Genoma Films che produrrà il film Nobili bugie da lui scritto. Per questo film riceverà il premio Kinéo alla 74ª Mostra internazionale d'arte cinematografica di Venezia come miglior opera prima. Nello stesso anno dirige il cortometraggio Mamma non vuole da lui scritto assieme ad Amedeo Gagliardi, quest'ultimo anche produttore e protagonista assieme a Giancarlo Giannini. Il cortometraggio, vince il premio corto sociale al Terra di Siena Film Festival e altri riconoscimenti internazionali.
Il suo secondo lungometraggio, Est - Dittatura Last Minute, è stato presentato come film di apertura della sezione "Notti veneziane" alle Giornate degli autori nell'ambito della 77ª Mostra internazionale d'arte cinematografica di Venezia. È inoltre socio dell'ANAC (associazione nazionale autori cinematografici).

## Filmografia

### Attore
- Come prima, regia di Mirko Locatelli (2004)
- Non c'è più niente da fare, regia di Emanuele Barresi (2006)
- Il papà di Giovanna, regia di Pupi Avati (2008)
- Il conte magico, regia di Marco Melluso e Diego Schiavo (2018)
- Quando sarò bambino, regia di Edoardo Palma (2018)
- Il giovane Pertini – Combattente per la libertà, regia di Giambattista Assanti (2019)
- Odissea nell'ospizio, regia di Jerry Calà (2019)

### Regista
- Mamma non vuole - cortometraggio (2016)
- Nobili bugie (2017)
- Est - Dittatura Last Minute (2020)
- Nina dei lupi (2023)
- Tornando a Est (2024)

### Sceneggiatore
- Low Budget - Cinema geneticamente modificato – serie TV (2014)
- Nobili bugie, regia di Antonio Pisu (2017)
- Est - Dittatura Last Minute, regia di Antonio Pisu (2020)
- Nina dei lupi, regia di Antonio Pisu (2023)
- Tornando a Est (2025)

## Riconoscimenti
- 2020 - Mostra internazionale d'arte cinematografica di Venezia
  - Official selection alle Giornate degli autori